# ۸۹۰ (قمری)
۸۹۰ (قمری)، هشتصد و نودمین سال در گاهشماری هجری قمری است. اول محرم این سال برابر با بیست و هفتم ژانویه سال ۱۴۸۵ میلادی است.

## وابسته
- حامدی اصفهانی